# James Shaw
James Callum Shaw (Nottingham, 13 de junio de 1996) es un ciclista británico, miembro del equipo EF Education-EasyPost.

## Trayectoria
Nació en Nottingham pero creció en la ciudad de Heanor (Derbyshire). Cuando tenía seis años, se unió a su primer club ciclista, Heanor Clarion. Como un júnior corrió para el Haribo-Beacon, donde Shaw ganó las versiones de la Kuurne-Bruselas-Kuurne y la Omloop Het Nieuwsblad para su categoría. Gracias a estos resultados firmó con el equipo sub-23 del Lotto-Soudal, siguiendo los pasos de sus compañeros británicos, Adam Blythe y Daniel McLay. El 26 de junio, Shaw fue tercero en la categoría sub-23 del campeonato nacional de Reino Unido por detrás de Tao Geoghegan Hart y Christopher Lawless. En agosto de 2016 tuvo la oportunidad de ser stagiaire para el conjunto Lotto Soudal donde tras disputar algunas clásicas de un día, Shaw corrió la Vuelta a Gran Bretaña. 

## Palmarés
2021
- 3.º en el Campeonato del Reino Unido Contrarreloj

2022
- 3.º en el Campeonato del Reino Unido Contrarreloj

## Resultados en Grandes Vueltas y Campeonatos del Mundo
| Carrera         | Carrera         | 2017 | 2018 | 2019 | 2020 | 2021 | 2022 | 2023 | 2024 | 2025 |
| --------------- | --------------- | ---- | ---- | ---- | ---- | ---- | ---- | ---- | ---- | ---- |
|                 | Giro de Italia  | —    | —    | —    | —    | —    | —    | —    | —    | 76.º |
|                 | Tour de Francia | —    | —    | —    | —    | —    | —    | Ab.  | —    | —    |
|                 | Vuelta a España | —    | —    | —    | —    | —    | 87.º | —    | 98.º | —    |
| Mundial en Ruta | Mundial en Ruta | —    | —    | —    | 81.º | —    | —    | —    | —    | —    |

—: no participa

Ab.: abandono

## Equipos
- Lotto Soudal (stagiaire) (08.2016-12.2016)
- Lotto Soudal (2017-2018)
- SwiftCarbon Pro Cycling[3] (2019)
- Riwal[4] (2020)
  - Riwal Readynez Cycling Team (01.2020-08.2020)
  - Riwal Securitas Cycling Team (08.2020-12.2020)
- Ribble Weldtite Pro Cycling (2021)
- EF Education-EasyPost (2022-)